# Iridomyrmex meinerti
Iridomyrmex meinerti é uma espécie de formiga do gênero Iridomyrmex.